# Meilenstein (Lingenau)

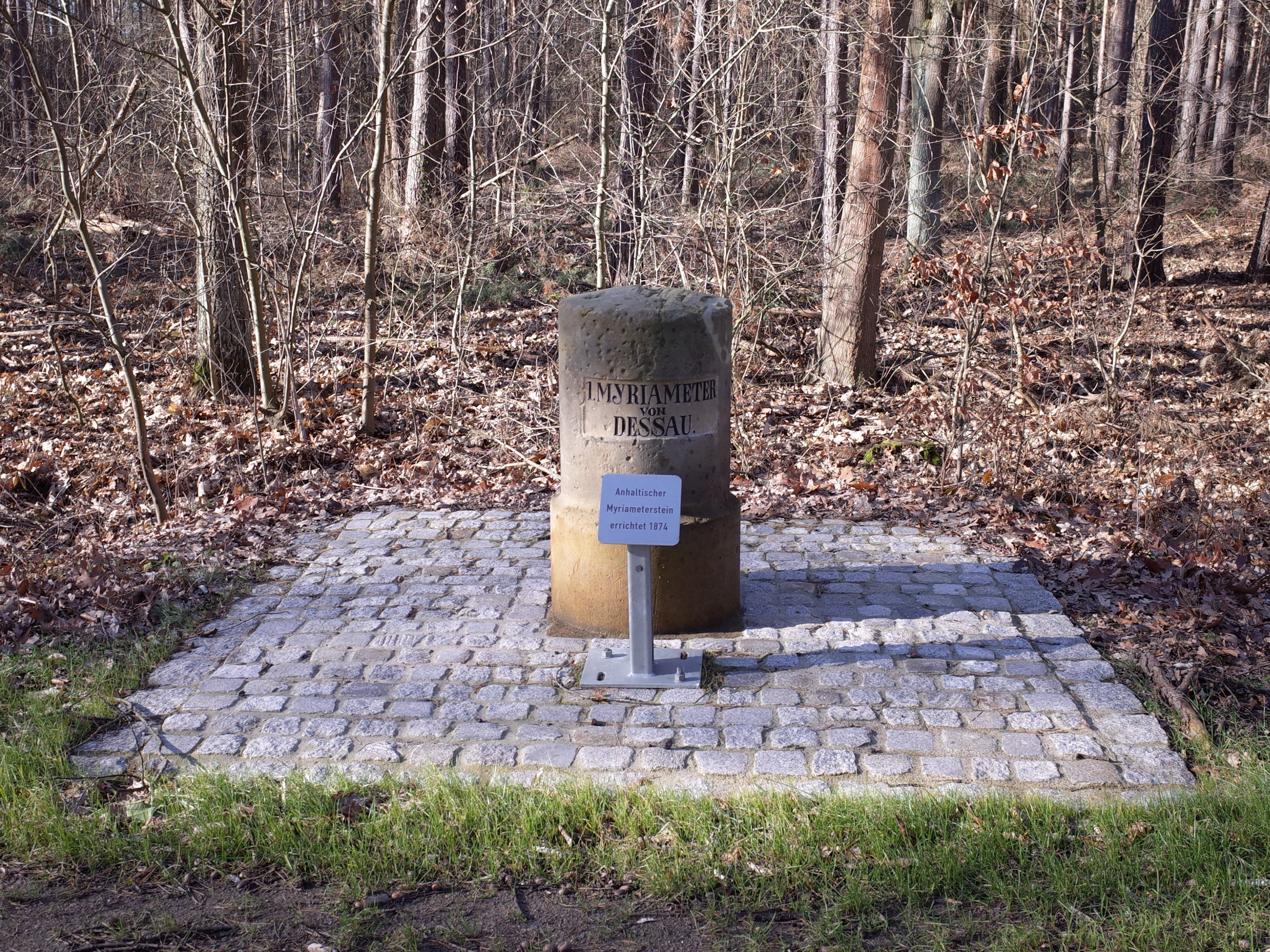
Meilenstein bei Lingenau

Der Meilenstein bei Lingenau ist ein Kleindenkmal im Landkreis Anhalt-Bitterfeld in Sachsen-Anhalt.
In der Mosigkauer Heide steht westlich und östlich der Autobahn 9 je ein Myriameterstein. Der Stein westlich der A 9 befindet sich 1,2 Kilometer nordöstlich von Lingenau, zu dessen Flur beide Steine zählen. Er steht auf der westlichen Straßenseite an der Landesstraße 141. Die Geschichte beider Distanzanzeiger ist eng verzahnt und so tragen sie nicht nur jeweils die Inschrift 1 MYRIAMETER von DESSAU in einem vertieften Schriftfeld, sondern beide Steine sind ehemalige Meilensteine, die nach 1874 in das Kilometersystem umgesetzt wurden.
Das griechische Wort myrias bedeutet 10.000. Diese Steine standen also im Abstand von 10 Kilometern von Dessau. Genauso wie die Meilensteine waren die Myriametersteine auf den Schlossplatz in Dessau ausgerichtet. Die Ersterwähnung der anhaltischen Meilensteine ist eng mit dieser Stelle im Wald verzahnt, denn im Jahr 1853 heißt es in einer Polizeimeldung, dass der gerade neu errichtete Meilenstein zwischen Heidekrug und Bobbau umgefahren wurde. Offensichtlich handelt es sich hierbei um einen der beiden Steine. Dieser stand auf der Position II Meilen von Dessau, der andere auf der Position I Meile von Dessau. Die anhaltische Meile entsprach der preußischen Meile, war also 7,532 Kilometer lang und diese 15-Kilometer-Distanz wird zwischen Heidekrug und Bobbau erreicht.
Wie der Stein weiter östlich ist der Distanzanzeiger bei Lingenau 60 plus 30 Zentimeter hoch und der Fuß auffällig breiter als der Schaft. Der anhaltische Rundsockelstein steht unter Denkmalschutz und ist im Denkmalverzeichnis mit der Nummer 094 96895 erfasst. Auch bei diesem Stein stand (wie bei Heidekrug) bis zum Jahr 2017 eine Informationstafel mit der Angabe, es handele sich um einen Myriameterstein, der im Jahr 1874 aufgestellt wurde. Im Jahr 2015 wurde der Stein durch einen Mähbalken erheblich beschädigt. Die abgetrennte Ecke wurde geborgen und im Museum für Naturkunde und Vorgeschichte in Dessau dokumentiert. Bei der Wiederaufstellung nach der Sanierung wurde er – wie der nahe Stein bei Heidekrug – auf ein Pflasterpodest gesetzt.